# Nonyma bergeri
Nonyma bergeri är en skalbaggsart som beskrevs av Stefan von Breuning 1975. Nonyma bergeri ingår i släktet Nonyma och familjen långhorningar. Inga underarter finns listade i Catalogue of Life.